# The Thinners
Jeżeli edytujesz kod źródłowy, to aby uzyskać taki efekt: teoria, elektronem, Witolda Gombrowicza – twórz linki według składni: [[teoria]], [[elektron]]em, [[Witold Gombrowicz|Witolda Gombrowicza]].

The Thinners – polski zespół punkrockowy powstały w 1994 roku w Wodzisławiu Śląskim. Grupa znana jest z zaangażowanych tekstów, melodyjnych utworów i łączenia stylów reggae i ska z punkrockiem.

## Historia
Zespół powstał w 1994 roku w Wodzisławiu Śląskim, założony przez Grzegorza Gawende. W początkowych latach działalności funkcjonował pod nazwą Agregatornia, a od 1999 roku występuje jako The Thinners. W 2004 roku, z powodów personalnych, działalność zespołu została zawieszona. Sześć lat później, w 2010 roku, Grzegorz Gawenda — założyciel oraz autor większości tekstów i muzyki — reaktywował formację z nowymi muzykami. Początkowo The Thinners koncertowali lokalnie, z czasem zyskując rozpoznawalność na ogólnopolskiej scenie niezależnej. Debiutancki album Mamo powiedz mi zespół wydał dopiero w 2013 roku, nakładem Zima Records. Płyta zawierała zarówno utwory z pierwszych lat działalności zespołu, jak i te, które powstawały w okresie zawieszenia.
W 2019 roku ukazał się drugi album grupy — Nie mów mi!, wydany przez Lou & Rocked Boys. Płyta była promowana teledyskiem do utworu „Czy pamiętasz”, który znalazł się na międzynarodowej składance The Continent Tapes Europe vol. 1 oraz na kompilacji Polska Scena Punk vol. 2 - Czy pamiętasz, której tytuł zaczerpnięto właśnie od utworu The Thinners.
W 2023 roku, nakładem Anty Records, ukazał się koncertowy album Live 2021, zarejestrowany w  Wodzisławskim Centrum Kultury w czasie pandemii - okresie zamkniętych klubów i milczących sal koncertowych, kiedy zespół postanowił mimo wszystko utrzymać kontakt z publicznością i nie pozwolić by muzyka zamilkła. W marcu 2025 roku premierę miał trzeci album studyjny zespołu - Jak wyglądał będzie świat? wydany przez The Thinners Records.

## Twórczość
The Thinners tworzy muzykę punkrockową często przyprawioną ska i reggae. W swoich tekstach poruszają tematy  społeczne i egzystencjalne. Grupa znana jest z dużej otwartości artystycznej – na ich płytach pojawiają się m.in. wiolonczela, skrzypce, trąbka czy gitara pedal steel.

## Skład
- Grzegorz Gawenda – gitara elektryczna, wokal
- Wiesław Goryl – gitara basowa, wokal
- Tomasz Sikora – gitara elektryczna
- Grzegorz Stempel – perkusja

## Dyskografia

### Albumy studyjne
- 2013 Mamo powiedz mi (Zima Records)

Lista utworów
- 1. Kaftanik
- 2. Fałszywy
- 3. Naiwność
- 4. Dzień
- 5. Ostatni list
- 6. Martwy świat
- 7. Mamo powiedz mi
- 8. Przesłanie
- 9. Nic się nie zmienia
- 10. Psychopaci
- 11. Wykopmy rasizm ze stadionów
- 12. Powietrze (cover Partia (zespół muzyczny))
- 13. Mija czas

Bonus Track:
1. Wykopmy rasizm ze stadionów (akustyczna wersja)

- 2019  Nie mów mi! (Lou & Rocked Boys)

Lista utworów
- 1. Afektacja
- 2. Moja walka
- 3. Czy pamiętasz
- 4. Ulica
- 5. Nie mów mi
- 6. Polityczny blef
- 7. Nie pójdę z wami
- 8. Ten kraj
- 9. Te Quiero BCN
- 10. Margines 500+
- 11. Jestem patolem

Bonus Track:
1. Moje dni (cover Profanacja (zespół muzyczny)

- 2025  Jak wyglądał będzie świat? (The Thinners Records)

Lista utworów
- 1. Nowe życie
- 2. Nasza bajka
- 3. Kolejka
- 4. SWD
- 5. Szczęście
- 6. Różne kolory (cover Lonstar)
- 7. Tak albo nie
- 8. Do przodu
- 9. Chory dyktator (D.Tlak)
- 10. Jak wyglądał będzie świat

Bonus Track:
1. Country SWD

### Albumy koncertowe
- 2023 Live 2021 (Anty Records – limitowany nakład)

Lista utworów
- 1. Ulica
- 2. Nie mów mi
- 3. Mamo powiedz mi
- 4. Polityczny blef
- 5. Moja walka
- 6. Te Quiero BCN
- 7. Afektacja
- 8. Naiwność
- 9. Nie pójdę z wami
- 10. Margines 500+
- 11. Czy pamiętasz
- 12. Kaftanik
- 13. Jestem patolem

### Single
- 2025 Jak wyglądał będzie świat? (The Thinners Records)

### Składanki
- 2002 Wykopmy rasizm ze stadionów (CD, MC, Jimmy Jazz Records)
- 2011 Fren Music (CD, Fren Music - Czech Republic)
- 2012 Support The Scene (CD, Stop Hate Music - Serbia)
- 2019 Polska Scena Punk – Być zawsze sobą (CD, NoG Records)
- 2019 The Continent Tapes -Europe vol.1 (MC, Digital Dr.Skap Records - Germany)
- 2020 Polska Scena Punk Vol.2 Czy pamiętasz? (CD, NoG Records)
- 2021 Polska Scena Punk Vol.4 - Wolność (CD, NoG Records)
- 2023 Polska Scena Punk Vol.5 - Młodzi gniewni (CD, NoG Records)
- 2023 III Moto Niedźwiedź Punk Fest (CD, Stowarzyszenie MIłośników Ziemii Rawickiej RAWA)
- 2023 Polska Scena Punk Vol.7 - Stacja Warszawa (CD, NoG Records)
- 2024 Polska Scena Punk Vol.8 - Hipokryzja i zdrada (CD, NoG Records)
- 2024 IV Moto Niedźwiedź Punk Fest (Digital, Stowarzyszenie MIłośników Ziemii Rawickiej RAWA)

## Goście na płytach
Na albumach zespołu pojawiali się zaproszeni goście:
- Agnieszka Szpargała (była wokalistka zespołu Leniwiec (zespół muzyczny)) – Mamo powiedz mi
- Wojciech Gawenda – Mamo powiedz mi
- Arkadiusz Bąk (wokalista Profanacja (zespół muzyczny)) –  Nie mów mi!
- Yeawon Jeong (wokalistka koreańskiego zespołu Rumkicks) –  Jak wyglądał będzie świat?
- Leszek Laskowski (gitarzysta pedal steel Lonstar) –  Jak wyglądał będzie świat?

## Występy i działalność
Zespół występował m.in. na festiwalach: Przystanek Woodstock, Rock nad Legą, Moto Niedźwiedź (którego lider The Thinners był przez kilka lat dyrektorem artystycznym) oraz Bfestival. The Thinners reprezentowali Polskę na międzynarodowej kompilacji The Continent Tapes Europe vol. 1. Grupa współpracuje koncertowo z koreańskim żeńskim zespołem punkrockowym Rumkicks.
W 2021 roku zespół wspólnie z twórcą przeróbek znanych utworów na wersje ukulele My Ukulele World wypuścił alternatywną wersję utworu „Czy pamiętasz” w stylu surf-rockowym, która zdobyła popularność w sieci. W późniejszym czasie współpraca zaowocowała jeszcze kilkoma utworami z repertuaru The Thinners.